# Fadi Abboud
Fadi Abboud (ur. 21 marca 1955) – libański przedsiębiorca i polityk, katolik-maronita, były przewodniczący Stowarzyszenia Libańskich Przemysłowców, minister turystyki w rządach Sada al-Haririego i Nadżiba Mikatiego.